# Телевидение в Великобритании
Телевизионное вещание в Великобритании начало свою работу в 1936 году. Теперь оно насчитывает более 480 каналов, среди которых есть как бесплатные, так и те, которые существуют за счёт абонентской платы.
Телерадиовещание в Великобритании делится на общественное и коммерческое. Наибольший просмотр у шести каналов. В год они производят 27 тыс. часов внутреннего контента, который приносит более 2,6 миллиардов евро. Со всех домохозяйств, которые смотрят или записывают передачи, которые выходили в эфир, взимается лицензионный сбор; величина сбора регулируется соглашениями между правительством и Би-би-си.
С 24 октября 2012 года британское вещание полностью перешло на цифровой формат. Цифровой контент доставляется до потребителей через наземное (эфирное), кабельное и интернет-телевидение.

## История
Британская радиовещательная корпорация (BBC) была создана в 1922 году с целью создания радиовещания, и неизбежно стала участвовать и в создании телевидения. Первое регулярное ТВ-вещание стартовало в 1936 году, с использованием системы ч/б вещания Band I-VHF 405-line (405 строк, в I МВ-диапазоне).
Телевидение начало приживаться в Великобритании с 1947 года, но его продвижение было медленным. К 1951 году существовало только 2 передатчика, недалеко от Лондона и Бирмингема, и только 9 % британских домов, у которых был телевизор. Великобритания стала первой страной, жители которой могли ежедневно смотреть телевизор прямо у себя домах, а также появились первые технические профессии, связанные с телевидением.
В 1955 году появились следующие сервисы, которые были уже коммерческими и использовали более продвинутую систему Band III VHF 405-line television system (405 строк, в III МВ-диапазоне), которую администрировало Независимое Телевидение Органы. Обе системы окончательно закрылись в 1985 году.
BBC финансируется за счет доходов от лицензии вещания, купленной жителями Великобритании. Её стоимость устанавливается по соглашению с британским правительством. Британское правительство ранее назначило человека в управляющий орган Совета BBC, ответственного за общее руководство организации и назначение руководителей. С 2007 года BBC Целевой орган заменил Совет управляющих. Это провозгласило независимость от руководства BBC и внешних органов и действия в интересах плательщиков лицензионного сбора.
Коммерческое телевидение впервые было введено в Великобритании в 1955 году, и в отличие от США, стало расколом между рекламой и передачами. Рекламодатели стремились приобрести только места в пределах заранее определённых перерывов в передачах, что не имело никакого отношения к содержанию программ. Содержание и характер рекламы строго контролируется органом ITA.
Было принято решение[когда?] ввести сеть УКВ-передатчиков, использовавших телевизионную систему с 625 строками, которые контролировались на национальном уровне. Первой станцией в этой системе стала BBC Two, начавшая вещать в апреле 1964 года. С 1969 г. начали вещать два канала в диапазоне МВ. В последующие 30 лет сеть передатчиков была расширена и были предложены ещё два канала (4 канал и 5 канал).
Цветное вещание
см. Цветное телевидение
История спутникового телевидения
Первый коммерческий спутник прямого вещания (DBS) был запущен в 1989 году. Был также вновь запущен спутник Astra 19,2 °, обеспечивающий 4 аналоговых телевизионных канала.
В 1990 году BSB запущено вещание пять каналов (Now, Galaxy, The Movie Channel, The Power Station and The Sports Channel) в формате D-MAC и с использованием системы видео шифрования EuroCypher, который был получен из системы VideoCipher, используемого в США. Одним из главных предложений продажи BSB был Squarial — плоская антенна с блоком преобразователя LNB. Система Sky использовала обычные дешевые технологии LNB. Эти две компании конкурировали за права британских фильмов. Sky работал с индустриального парка в Западном Лондоне, в то время как для BSB был недавно построен офис в Лондоне (Дом Марко Поло). Две компании впоследствии объединились в British Sky Broadcasting (BSkyB) — крупнейшую британскую спутниковая вещательную корпорацию.
BSB D-MAC / EuroCypher система постепенно заменялась VideoCrypt — системой видео шифрования Sky. В 1994 году 17 % из группы были размещены на Лондонской фондовой бирже, и News Corporation Руперта Мердока владеет 35 % акций. К 1998 году, после запуска ещё нескольких спутников на 19,2° восточной позиции Astra, число каналов возросло примерно до 60. Также, была запущена первая платформа на основе подписки цифрового телевидения, предлагающая широкий спектр 300 каналов вещания под торговой маркой Sky Digital. Позже обслуживание BSkyB было прекращено, и все клиенты перенесены Sky Digital.
В мае 2008 года спутниковая служба Sky-Free от BBC и ITV была запущена под брендом Freesat. Она включала различные каналы от Astra 28,2° E, в том числе с некоторым содержимым в формате HD.
Несуществующие каналы
Известно около 100 ныне не существующих британских каналов.

## Аналоговое наземное ТВ
Аналоговое наземное телевидение — первоначальный метод передачи сигнала, благодаря которому Британия, нормандские острова и остров Мэн получили возможность смотреть ТВ. Сейчас аналоговое вещание прекращено на всей территории Соединённого королевства, включая Северную Ирландию, в которой оно просуществовало дольше всего.
Аналоговое наземное ТВ предоставляло на бесплатной основе следующие каналы, которые сейчас доступны в цифровом формате:
- BBC One
- BBC Two
- ITV — первое коммерческое ТВ в стране (основана в 1955 году); самый популярный коммерческий канал на протяжении большей части своего существования и одна из лидирующих телевизионных корпораций Великобритании. С 1990 года ITV был хорошо узнаваем как 3-й канал.
- Channel 4 (S4C в Уэльсе, до прекращения аналогового ТВ)
- Channel 5

ранее: Life TV Media была независимой британской вещательной компанией, производящей телевизионный контент для своего собственного канала Life One и других вещательных компаний.

## Кабельное ТВ
Есть три провайдера кабельного телевидения, ориентированных на разные области внутри Великобритании.
- Virgin Media доступно в 55 % британских домохозяйствах. Цена варьируется от £11/месяц (телефонная линия с 'бесплатным' ТВ) до £30,50/месяц.
- Smallworld — доступно в юго-западной Шотландии и северо-западной Англии. Цена варьируется от £10,50 (стоимость телефонной линии с 'бесплатным' ТВ) до £80 в месяц.
- WightFibre доступно на острове Уайт.

Во всех трех случаях кабельное ТВ идет в комплекте с телефонной линией и широкополосным интернетом.

## Спутниковое ТВ
- Sky — предоставляет услуги по подписке, основан BSkyB[англ.]. BSkyB — крупнейшая британская спутниковая вещательная корпорация[1] с самым большим количеством каналов. К сентябрю 2011 стоимость подписки выросла с 20 евро в месяц до 52 евро. Установка стоит от 0 до 180 евро, в зависимости от выбранного сет-топ-бокса. Также доступны дополнительные услуги по подписке.
- Freesat from Sky — бесплатное спутниковое ТВ, принадлежащее BSkyB. Установка стоит 75 или 150 евро. В стоимость входят ресивер, тарелка, карта и доступ ко всем бесплатным спутниковым каналам, которые транслируются в Великобритании.
- Freesat — бесплатный спутниковый сервис, созданный BBC и ITV. По сравнению с двумя предыдущими, не требует спутниковую карту. Это первый провайдер, который предоставляет услуги в форме HD без специальной подписки. Сначала был всего один HD-канал, сейчас их число уже равно пяти (BBC One HD, BBC Two HD, ITV HD, Channel 4 HD and NHK World HD).

## Цифровое телевидение
Цифровое телевидение стало доступно в Великобритании с 1998 года через спутник или кабель, а с 1999 года и с помощью IPTV. Оно представляло собой интерактивное телевидение, с широкоформатным кадром 16: 9, электронными гидами программ и описанием аудио. Аналоговые наземные передачи прекратились 24 октября 2012 г. Это означает, что все телевидение в Великобритании в настоящее время цифровое.
Задачей британского телекоммуникационного регулятора Ofcom является отслеживание проникновения цифрового телевидения в рамках перехода на цифровое вещание и релизов квартальных отчетов. Отчет за 2 квартал 2009 год:
- 89,8 % (23,2 млн из 25,6 млн) основных телевизоров в настоящее время получают цифровое телевидение;
- 70 % (24,3 млн из 35 млн телевизоров) средних телевизоров в настоящее время получают многоканальное телевидение (многоканальный относится к любому цифровому телевидению, и аналоговый кабель);
- 80,5 % (48,3 млн из 60 млн телевизоров) всех телевизоров в настоящее время получают многоканальное телевидение; остальные получают аналог наземного.

Ofcom не считает домохозяйств, которые используют интернет-телевидение в качестве основного источника, даже если он подключен к телевизору, а также не учитывает телевидение от мобильных поставщиков.
Трансляция цифрового телевидения использует технические стандарты MPEG-2 и H.264 / MPEG-4, преобразованные в MPEG, которые сами по себе мультиплексированы с помощью DVB (Digital Video Broadcasting).

### Цифровое эфирное вещание
Стартовало в 1998 году, в качестве абонентского сервиса под названием ONdigital. С 2002 года — основной вещатель с бесплатными каналами, который также использует ВТ ТВ для дополнительных услуг по подписке.
По данным Ofcom, на конец 2009 года:
- 29,7 млн телевизоров в Великобритании оборудовано для просмотра цифрового ТВ (непосредственно или через сет-топ-бокс)
- 23 млн домохозяйств по основному телевизору смотрят цифровое ТВ
- 9,9 млн домохозяйств — цифровое эфирное вещание — единственное цифровое вещание

### Видео по запросу
Система «видео по запросу» (VoD) предлагает зрителю выбор программ в меню на экране. Когда зритель выберет программу для просмотра, она начнется немедленно. Программы могут быть бесплатные, платные или по подписке. Freesat, BT ТV, TalkTalk ТV и Virgin Media являются в Великобритании четырьмя поставщиками «видео по запросу» с помощью поставляемого IPTV или кабеля. Virgin Media является крупнейшим поставщиком Великобритании контента контента высокой чёткости, с более чем 3 млн абонентов. Видео по запросу в Великобритании также поставляется и зарубежными производителями, такими как, например, HBO.
В июле 2009 года, BSkyB заявила о намерении начать полный видеосервис, он стал доступен абонентам Sky + HD с широкополосным подключением к Интернету.
Интернет-телевидение предоставляет доступ к видео по запросу, например, YouTube и другое потоковое видео с веб-сайтов.

### Телевизионные провайдеры
Существуют как бесплатные, так и платные провайдеры, которые работают по подписке.
Большинство телеканалов предлагаются тюнерами с DVB-T (то есть «эфирными») для «фривью» (бесплатных каналов) — редкость в Европе.
BT TV и alkTalk Plus TV, оба из которых базируются на YouView, используют гибридные устройства, которые принимают как «фривью», так и дополнительные услуги по подписке.
Они дают возможность смотреть телегид (EPG), видео по запросу (VoD), видео высокого качества (HD) и другие виды телеуслуг. Для приема сигнала этих сервисов используются как телеприставки, так и смарт-телевизоры, которые также могут получать сигнал бесплатных цифровых каналов.
Домохозяйства также смотрят телевидение через Интернет, что не контролирует Офком.

## Телевидение высокой четкости
Телевидение высокой чёткости (ТВЧ, HDTV) содержит в четыре-пять раз больше информации, по сравнению с изображением телевидения стандартной четкости. ТВЧ использует три разрешения; разрешение 1080p означает воспроизводство трех разрешений без искажений. Однако само разрешение 1080p в настоящее время не используется для вещания. В отличие от телевидения стандартной четкости, HD-телевидение широкоформатно (16:9).
BT ТV, Freesat, Freeview, спутниковое телевидение и Virgin Media — провайдеры телевидения высокой четкости в Великобритании. Freesat и Freeview являются бесплатными, а также обеспечивают ITV HD без ручной настройки. BT ТV и Virgin Media являются единственными поставщиками видео по запросу высокой четкости.
Спутниковое телевидение и Virgin продаются как Sky + HD и TiVo соответственно. BT ТV теперь предлагают некоторые каналы, с оплатой за просмотр программ, которые загружаются, а затем воспроизводятся. 97 % жителей Великобритании с декабря 2012 года могут получить Freeview HD. Прием требует покупку ресивера, IDTV или ТВ-тюнера, способного декодировать MPEG-4 и DVB-T2.

## Интернет-телевидение
Интернет-телевидение может быть бесплатным, по подписке, а также платным по количеству просмотров. Просмотр возможен как через Интернет-соединение, так и через цифровой медиа-ресивер, медиа-центр компьютера или игровую видео-консоль, которые позволяют воспроизводить видео на телевизоре.
Sky Go доступен на Xbox 360, предоставляя услуги как в живом режиме, так и с задержкой.
Ofcom не регулирует интернет-телевидение.

### IPTV
По сравнению с Интернетом, IPTV управляется одной компанией. BT TV and TalkTalk Plus TV — оба используют сет-боксы YouView, предлагают широкий спектр каналов, а также дополнительные услуги. Кроме того, это ТВ работает бесплатно и по подписке для студентов 40 университетов.

### Мобильное ТВ
Orange, T-Mobile и Vodafone предоставляют услуги для мобильных телефонов третьего поколения. Они представляют собой смесь обычных каналов в варианте для мобильных телефонов.
Orange предоставляет 9 пакетов каналов стоимостью от 5 евро в месяц.
T-Mobile предоставляет 4 пакета каналов, стоимость подписки составляет от 3,5 евро в месяц.
Vodafone предоставляет 5 пакетов каналов, с минимальной стоимостью подписки 3 евро в месяц.

### Catch-up сервисы
В 2006 году владельцы каналов Великобритании создали интернет-сервис, позволяющий воспроизводить их программы. Эти сервисы блокируют пользователей, находящихся за территорией Великобритании. Это первый провайдер, который создан не действующим вещателем Великобритании.

### Другие сервисы
Другие сервисы интернет-телевидения состоят из:
- Живого вещания, которое транслируется в Интернете
- видеоклипов «по требованию»
- архив видеопередач, старше catch-up периода.

## 3D-телевидение
Трёхмерное, или 3D-телевидение отображает изображение в третьем измерении, создавая иллюзию глубины. В июле 2009 года, BSkyB объявил о планах запуска 3D-телевизионного канала, а в 2010 году для абонентов Sky + HD стал доступен телевизор с функцией «3D-Ready». 3D-телевидение также доступно через Интернет; видео-сайт YouTube запустил онлайн 3D-видео в июле 2009 года. 3D-телевидение иногда выходит в эфир, как, например, кроссоверы сериала «Доктор Кто» в 1993 году, требующие специальных очков.

## ТВ-каналы и их владельцы
В 2009 году общедоступные телеканалы BBC занимали 28,4 % просмотров телевидения;
три независимых канала имели общую долю 29,5 %,
а оставшиеся 42,1 % заняли спутниковые и цифровые каналы.

### British Broadcasting Corporation(BBC)
ВВС один из самых старых и больших в мире телевещателей, который также является общественным.
Би-би-си финансируется преимущественно за счет телевизионной лицензии и от продаж своих программ на зарубежные рынки. Би-би-си не предоставляет рекламных услуг.
Лицензионный сбор взимается со всех домохозяйств, которые смотрят или записывают передачи, которые выходили в эфир. Стоимость регулируется соглашениями между правительством и Би-би-си.
Би-би-си стал первым телевизионным каналом, который стартовал в 1934 году. В военные годы канал прекратил своё существование и возобновил работу только в 1946 году. В 1964 году была организована вторая ТВ-станция.

### Независимое Телевидение (ITV)
ITV — сеть пяти коммерческих региональных телеканалов, работающих на основе франчайзинга. Основана в 1955 году. Это было первое коммерческое ТВ в стране, финансируемое за счет рекламы. Это был самый популярный коммерческий канал на протяжении большей части своего существования. С 1990 года ITV было хорошо узнаваем как 3-й канал.
12 из этих компаний теперь принадлежат ITV plc. ITV plc — оператор всей Англии, Ульса, Южной Шотландии и островов Чаннел. С 2002 года для региональных программ используются региональные названия. ITV в 2013 году в некоторых регионах было переименовано в STV.

### Channel 4 (4 канал)
Channel 4 Создан в 1982 году. 4 канал — основанный государством национальный коммерческий канал, который финансируется за счет коммерческих активов (в том числе, за счет рекламы). 4 канал значительно расширился после того, как завоевал независимость от IBA. Особенно это касается зоны цифрового вещания: были запущены каналы Е4, Film4, More4, 4Music и различные сервисы «отложенного просмотра».
С 2005 года канал стал членом бесплатного консорциума и управляет одним из шести цифровых наземных мультиплексов. С появлением цифорового вещания канал начал вещать в Уэльсе на цифровой платформе. 4 канал стал первым британским каналом, у которого не было отдельного регионального программирования, но зато было 6 отдельных рекламных комплектов для регионов.

### Channel 5 (5 канал)
Channel 5 в аналоговом формате был запущен в марте 1997 года. Его аналоговое наземное покрытие было меньше, чем у других вещателей, а мощность сигнала ниже, чем у других на этих частотах. УКВ аналог сети был разработан только для 4 каналов, поэтому небольшое количество дополнительных участков, уже используемых для радиовещания, использовались, чтобы увеличить охват.
Это был также первый наземный канал, который вещал по спутнику, и имел постоянную цифровую графику на экране. Канал переименовался в «пятый» в 2002 году, что показало его индивидуальность. В 2005 году RTL Group, крупнейшая европейская компания, приобрела полный контроль над каналом. в Октябре 2006 года 5 канал запустил два новых канала: Five US (сейчас 5USA) и Five Life (сейчас 5*). Все эти каналы вещают как спутниковые, кабельные либо наземные цифровые. 5 каналу также принадлежит 20 % провайдеров наземного цифрового ТВ. В июле 2010 канал был продан Ричарду Дисмонду, который решил вернуть первоначальное название — «Channel Five». В феврале 2011 года он обратно был переименован в Channel 5. Десмонд продал 5 канал Viacom в мае 2014. Также как и 4 канал, 5 канал не имеет региональных вариаций программной сетки, однако имеются региональные вариации для рекламы.

## Производство
В 2002 г. 27 тыс. часов оригинальных программ, за исключением новостей, производились в телевизионной индустрии Великобритании, на сумму в 2,6 млрд фунтов. Ofcom установил, что 56 % (1,5 млрд £) производства составляют домовладельцы[прояснить], а остальные — независимые производственные компании.
Ofcom контролирует соблюдение 25 % независимой квоты производства для операторов канала, как это предусмотрено в Законе о вещании 1990 года.
In-house production
ITV plc, компания, которая владеет 11 из 15 региональных франшиз ITV, поставила своей производственной целью производить 75 % от графика ITV, максимально разрешенного Ofcom. ВВС провёл творческий конкурс (25 % сверх 25 % квоты Ofcom), в котором собственное производство ВВС и независимые производители могут конкурировать. BBC производит шоу такие «Все существа: большие и малые» и «Отвяжись! Я волосатая женщина». Channel 4 берёт комиссию по всем программам от независимых производителей.
Независимое производство
Как следствие запуска Channel 4 в 1982 году, и 25 % квоты от Закона о вещании 1990 года, в Великобритании вырос независимый сектор производства. Известные компании включают Talkback Thames, Endemol UK, Hat Trick Productions и Tiger Aspect Productions.

## Отраслевые органы
- Ofcom — британский телекоммуникационный регулятор
- Специальный комитет культуры, СМИ и спорта, избранный комитетом Палаты общин Великобритании, созданный в 1997 году, который курирует Департамент по культуре, СМИ и спорта — департамент правительства, ответственный за вещание в Великобритании
- Союз радиовещания, развлечений, кинематографа и театр (BECTU), Национальный союз журналистов (НСЖ) и справедливость, профсоюзы для членов индустрии вещания
- Clearcast — выполняет оформление телевизионной рекламы и рекламных объявлений
- Digital TV Group — отраслевая ассоциация цифрового телевидения, созданная в 1995 году
- Digital UK — орган, отвечающий за цифровое вещание телевидения в Великобритании
- Ассоциация производителей кино и телевидения
- Королевское телевизионное общество, сформированное в 1927 году, для обсуждения, анализа и сохранения телевидения во всех его формах, а также его прошлого, настоящего и будущего
- United Kingdom Independent Broadcasting (UKIB) — союз независимых производственных компаний и вещателей, представляющих интересы не только компании BBC в Европейском союзе вещания